# セカンド・ラブ (映画)
『セカンド・ラブ』（せかんど・らぶ）は、1983年公開の日本映画。大原麗子主演、東陽一監督。幻燈社・東映制作、東映配給。

## 概要
都会の中で愛を求めて生きる再婚女性の姿を描く。監督は女性映画の名手・東陽一。主演の大原麗子は、テレビドラマで多くの主演作品を持つが、主演映画は1970年の『三匹の牝蜂』と本作の2本しかなく、本作は大原の映画での代表作とされる。
大原は1960年代は所属した東映プログラムピクチャーに多数出演し、1970年代に入りテレビの世界に活動の場を移し大きな人気を得た。1970年後半に各映画会社の大作に出演して、日本映画界のトップ女優の座にあることを証明し、映画故郷に帰るのかと映画関係者を期待させたが、その後は再びテレビに帰り、映画は5年ぶりだった。大原は当時「好感度ナンバーワン女優」という代名詞が付くほどの人気女優であった。大原は乳房を露出するようなヌードは生涯披露していないが、本作では共演の小林薫に乳房を揉みしだかれるなどの最も大胆な濡れ場を演じている。
西岡徳馬は本作で映画初出演。

## ストーリー
グリーンコーディネーターの日向一実は32歳。以前に20歳近くも年上の男と結婚しており、二年前に再婚、現在の夫は年下だった。夫の秀夫は建築家でお互い自立できる夫婦。度々かかってくる相手不明の電話を秀夫は一実の前夫だと疑う。一実は妊娠の兆候に気付くが秀夫には打ち明けられなかった。ある日、家に帰ると台所で見知らぬ男が死んでいた。

## キャスト
- 大原麗子 ... 日向一実
- 小林薫 ... 日向秀夫
- アイ・ジョージ ... 友春
- 中村れい子 ... 展子
- 河原崎建三 ... 秀夫の兄
- 奥村公延···秀夫の父・辰巳
- 長谷川初範 ... 山野
- 西岡徳馬 ... 磯村
- 荒木道子 ... 一実の母・志保
- 赤座美代子 ... 一実の姉・茅子

## スタッフ
- 監督 - 東陽一
- 製作  - 吉田達、前田勝弘
- 脚本 - 田中晶子・東陽一
- 撮影 - 川上皓市
- 音楽 - 田中未知
- 美術 - 綾部郁郎
- 録音 - 久保田幸雄
- 編集 - 市原啓子
- 助監督 - 栗原剛志
- 制作 - 幻燈社・東映
- 配給 - 東映

## 製作

### 製作まで
当時、各映画会社は年頭に一年間のラインアップを決め、"今年脱がせる女優"をリストアップしていた。この年、東映の岡田茂社長（当時）が"脱がせろ"とプロデューサーに命令していたのが大原麗子だった。大原は1971年1月1日付けで東映から渡辺企画（渡辺プロダクション）に移籍しており、当時は東映専属の女優ではなかったが、プロデューサーはクビをかけて交渉に挑んだ。

### タイトルの変更
前年の1982年に『熟女ヌード』のブームがあり、本作の仮タイトルは当初『熟女』だった
。当然脱ぐシーンもあり大原は当初出演を拒否していたが、タイトルが『セカンド・ラブ』と横文字に変わると出演を了承した。監督の東は「最初『結婚生活』というのを考えていたが東映から『片仮名にしろ』と言われ、苦し紛れに『セカンド・ラブ』を出したら一発でOKになったと話している。同タイトルは、1982年に発売された中森明菜のシングル『セカンド・ラブ』からの流用と推察され、本作の主演と主題歌も東映が中森にオファーを出したと報じられたが、東映及び、中森の所属事務所とも否定している。

### 撮影とトラブル
本作は大原のヌードを巡り、東映と大原サイドで揉め、マスメディアを賑わせた。シナリオではラスト近くに「ベッドの中で激しく身もだえて果てる」という一行だけだったが、幻燈社のプロデューサーで東監督の盟友・前田勝弘が「東陽一の女性映画の総集編にしたい」と話し、1983年2月3日での製作会見でも東監督が「夫婦を描くのだから、当然セックス・シーンはある」と明言し、「共演の中村れい子のヌードだけでは済まないだろう」と評された。脱がない女優の世評高い大原も「濡れ場、妊娠もあります。私は監督におまかせします」と殊勝な答えをし撮影もスムーズに進むものと思われた。ところが撮影が始まると大原はヌード拒否発言を連発、大原は当時有名なサントリーCMで見せる"かわいい妻"ぶりっ子などで大人気女優でもあり、スポーツ新聞や芸能誌に度々記事が載った。
このトラブルは当時の週刊誌に異なる記述がされている。
『週刊文春』は「大原は東監督の撮る女性映画というので出演をOKし、胸は見せなくてもいいという申し入れを東も了承していた。ところが大原が『脱がない』と宣言されては話題性が乏しくなり、興行面での不安を感じた東映サイドは『曖昧にボカして欲しい』と大原に頼み、やむなく大原は先の製作発表での記者会見で協力した。ところがそれを知ったファンから『脱ぐな』と書いた手紙が殺到し、結局、本当のことを言おうとなった。東は"脱がせ屋"の異名をあるほどの女優を脱がした実績もあってプロデューサーは、現場に入れば東が大原を脱がすんじゃないかと期待していたが、東もこのような東映の宣伝方法には『あまり気に入らない』と苦言を呈した」と書いている。
『週刊文春』は、大原が脱がないことを東監督も了承したとしているが、『週刊現代』は「大原クンがヌードもOKといったんは引き受けてくれたと東監督が話した」と書いている。ファンから『絶対に脱がないで』と抗議の手紙が殺到したことは両方同じだが、大原も「ファンの夢を壊したくない」とヌードを拒否したことで、「今ごろハダカはイヤと言われても困ると、大原の突然のヌード拒否で東監督が頭を抱えた」「大原は夫の森進一にベッドシーンがあることを伝えてなく、大きな騒動になったことで森が難色を示した」などと『週刊現代』は書いている。映画の製作費が2億円で、うち監督料が500万円と東が話しており、高過ぎることから、東に大原を脱がせてもらうという条件込みの高額監督料だったものと見られる。東映は1982年の『鬼龍院花子の生涯』の折にも各男性誌を飾った夏目雅子のヌードが、実際の映画にはなく不興をかこったり、『野獣刑事』でいしだあゆみを脱がせ、いしだのヌードのスチール写真を無断でマスメディアに流し、いしだから抗議を受けたりした宣伝上手で知られたため、今回も撮影本番中にスチールを撮りたいと申し出て大原に拒否されていた。撮影終了後に大原は「ヌードは一生お見せしません。ヌードで勝負なんて私はそういう女優じゃありません」などと突っ張った。
可愛い女の代名詞的存在の大原が濡れ場でハスキーな喘ぎ声は披露する。
　　

### 撮影
京都。東京都内オールロケとする文献もある。1983年2月9日クランクイン。

## 製作費
2億円。うち東の監督料は500万円。東自身「これは破格の額に近い」と話しており、1979年の『もう頬づえはつかない』は50万円だったという。東は自身でプロダクション・幻燈社を経営するフリーの監督で、本作で監督が10本目。当時としては珍しいハイペースで監督作を発表する売れっ子監督だった。また、テレビ放映など、二次使用があると監督に入る金は一本につき20万円で、東映に「もっとよこせ」と要求していた。東映は『セカンド・ラブ』の次ぎに公開した『楢山節考』が第36回カンヌ国際映画祭でパルム・ドールを獲ったため、テレビ局に放映権料を5億円と強気に売り込んでいた。

## 逸話
- 封切当日の1983年4月8日、大原は丸の内東映で恒例の舞台挨拶を終えたあと、岡田茂東映社長と高岩淡常務に突如、「話が違うじゃない、違うじゃないのよ!」と声を荒らげ観客や関係者を驚かせた[3]。岡田は苦笑いし、高岩は憮然とした[3]。大原が怒ったのは本作を五月みどり主演の『悪女かまきり』と併映にしたことで[3]、『悪女かまきり』は『白いドレスの女』のような女性向けサスペンスと聞かされ、大原は女性映画二本立てと思っていたためといわれる[3]。

## 作品の評価
- 金澤誠は「東監督の狙いは、仕事に生きがいを見つけている夫婦の微妙な生活のズレを描くことにあったと思うが、ここで演じた現代的なキャラクターは大原麗子のさっぱりとした江戸っ子気性とも、どこか孤影漂う雰囲気とも折り合わず、消化不良のものとなった」と評している[8]。

## 同時上映
『悪女かまきり』
- 主演：五月みどり、監督：梶間俊一。

## ビデオ発売
東映ビデオより、税抜き18,590円で発売されていた。